# 2004年夏季残疾人奥林匹克运动会委内瑞拉代表团
2004年夏季残疾人奥林匹克运动会委内瑞拉代表团是委内瑞拉派出的2004年夏季残疾人奥林匹克运动会代表团。获得1枚银牌和2枚铜牌。